# Кетрін Савард
Кетрін Савард (фр. Katerine Savard, нар. 26 травня 1993, Квебек, Канада) — канадська плавчиня, бронзова призерка Олімпійських ігор 2016 року.

## Виступи на Олімпійських іграх
| Олімпіада           | Дисципліна                     | Місце |
| ------------------- | ------------------------------ | ----- |
| Лондон 2012         | 100 м батерфляєм               | 16    |
| Лондон 2012         | 200 м батерфляєм               | 19    |
| Лондон 2012         | 4×100 м комплексом             | 12    |
| Ріо-де-Жанейро 2016 | 200 м вільним стилем           | 15    |
| Ріо-де-Жанейро 2016 | 4×200 м вільним стилем         | 3     |
| Токіо 2020          | 100 м батерфляєм               | 16    |
| Токіо 2020          | 4×200 м вільним стилем         | 4     |
| Токіо 2020          | 4x100 метрів комплексом, міскт | 13    |